# Pier Paolo Maggiora
Pour les articles homonymes, voir Maggiora (homonymie).
Pier Paolo Maggiora (né en 1943 à Saluces, dans la province de Coni, au Piémont) est un architecte italien des XXe et XXIe siècles.

## Source de la traduction
- (it) Cet article est partiellement ou en totalité issu de l’article de Wikipédia en italien intitulé « Pier Paolo Maggiora » (voir la liste des auteurs).